# Martinj Vrh
Martinj Vrh je razloženo naselje samostojnih kmetij nad Selško dolino v Občini Železniki.
Martinj Vrh se razprostira pod 1389 mnm visokim Koprivnikom v nadmorski višini 600 do 1060 mnm. Tu so po slemenih, terasah in pomolih raztresene samotne kmetije. Prebivalstvo je večinoma zaposleno v Železnikih oz. raznih krajih po Sloveniji, doma pa je glavni vir dohodkov les. Vse več je tudi obtnikov in podjetij. Vedno bolj se kraj ozira po turizmu.

## NOB
V letih 1941 - 1945 je bil Martinj Vrh eno najpomembnejših oporišč gorenjskih partizanov. Leta 1944 je v naselju deloval štab 31. divizije. Tu je bila kurirska javka, telefonska centrala za zvezo s Cerknim. Prek Martinj Vrha so prenašali blago iz Gorenjske na Cerkljansko, v obratni smeri pa strelivo za gorenjske partizane. Nemške enote so dejavnost partizanov skušale preprečiti, zato so se v okolici Martinj Vrha vneli pogosti spopadi.